# Championnats d'Asie d'escrime 2014
Navigation
Édition précédente Édition suivante
Les 18es championnats d'Asie d'escrime se déroulent à Suwon en Corée du Sud du 2 au 7 juillet 2014.
Le pays hôte rafle neuf médailles d'or et conforte sa place d enation dominante de l'escrime asiatique. Les trois autres médailles d'or reviennent à l'équipe de Chine.

## Médaillés
| Épreuves                               | Or                                                                               | Argent                                                                    | Bronze |
| -------------------------------------- | -------------------------------------------------------------------------------- | ------------------------------------------------------------------------- | --- |
| Épée                                   |                                                                                  |                                                                           | |
| Hommes individuel résultats détaillés  | Jung Jin-sun                                                                     | Keisuke Sakamoto                                                          | Park Kyoung-doo Roman Aleksandrov |
| Hommes par équipes résultats détaillés | Corée du Sud- Jung Jin-sun - Kweon Young-jun - Park Kyoung-doo - Park Sang-young | Chine- Dong Chao - Jiao Yunlong - Li Guojie - Zhang Chengjie              | Japon- Kazuyasu Minobe - Keisuke Sakamoto - Satoru Uyama - Masaru Yamada Kirghizistan- Aleksandr Chernykh - Mikhail Ivanov - Evgeny Naumkin - Roman Petrov |
| Femmes individuel résultats détaillés  | Choi In-jeong                                                                    | Shin A-lam                                                                | Qin Xue Ayaka Shimōkawa |
| Femmes par équipes résultats détaillés | Chine- Lin Sheng - Qin Xue - Sun Yiwen - Sun Yujie                               | Corée du Sud- Choi Eun-sook - Choi In-jeong - Kim Myoung-sun - Shin A-lam | Hong Kong- Chu Ka Mong - Vivian Kong - Coco Lin - Yeung Chui Ling Japon- Shiori Komata - Miho Morioka - Rie Ohashi - Ayaka Shimōkawa                       |
| Fleuret                                |                                                                                  |                                                                           | |
| Hommes individuel résultats détaillés  | Heo Jun                                                                          | Chen Haiwei                                                               | Kenta Chida Li Chen |
| Hommes par équipes résultats détaillés | Chine- Chen Haiwei - Lei Sheng - Li Chen - Ma Jianfei                            | Corée du Sud- Heo Jun - Kim Hyo-gon - Kim Min-kyu - Son Young-ki          | Hong Kong- Cheung Ka Long - Cheung Siu Lun - Nicholas Choi - Yeung Chi Ka Japon- Suguru Awaji - Kenta Chida - Ryo Miyake - Yūki Ōta                        |
| Femmes individuel résultats détaillés  | Nam Hyun-hee                                                                     | Jeon Hee-sook                                                             | Chen Bingbing Le Huilin |
| Femmes par équipes résultats détaillés | Corée du Sud- Jeon Hee-sook - Kim Mi-na - Nam Hyun-hee - Oh Ha-na                | Chine- Chen Bingbing - Le Huilin - Liu Yongshi - Wang Chen                | Hong Kong- Cheng Hiu Lam - Kimberley Cheung - Lin Po Heung - Liu Yan Wai Japon- Hiromi Kusano - Karin Miyawaki - Shiho Nishioka - Haruka Yanaoka           |
| Sabre                                  |                                                                                  |                                                                           | |
| Hommes individuel résultats détaillés  | Gu Bon-gil                                                                       | Mojtaba Abedini                                                           | Lam Hin Chung Ali Pakdaman |
| Hommes par équipes résultats détaillés | Corée du Sud- Gu Bon-gil - Kim Jung-hwan - Oh Eun-seok - Won Woo-young           | Japon- Ryo Miyayama - Tomohiro Shimamura - Shun Tanaka - Kenta Tokunan    | Chine- Fang Xin - Sun Wei - Xu Yingming - Zhang Xiaotian Iran- Mojtaba Abedini - Farzad Baher - Ali Pakdaman - Mohammad Rahbari                            |
| Femmes individuel résultats détaillés  | Kim Ji-yeon                                                                      | Misaki Emura                                                              | Lee Ra-jin Shen Chen |
| Femmes par équipes résultats détaillés | Chine- Li Fei - Shen Chen - Yu Xinting - Zhang Xueqian                           | Corée du Sud- Hwang Seo-na - Kim Ji-yeon - Lee Ra-jin - Yoon Ji-su        | Hong Kong- Au Sin Ying - Karen Chang - Jenny Ho - Lam Hin Wai Kazakhstan- Aibike Khabibullina - Diana Pamansha - Tamara Pochekutova - Yuliya Zhivitsa      |

## Tableau des médailles
| Rang  | Nation       | Or | Argent | Bronze | Total |
| ----- | ------------ | -- | ------ | ------ | ----- |
| 1     | Corée du Sud | 9  | 5      | 2      | 16    |
| 2     | Chine        | 3  | 3      | 6      | 12    |
| 3     | Japon        | 0  | 3      | 6      | 9     |
| 4     | Iran         | 0  | 1      | 2      | 3     |
| 5     | Hong Kong    | 0  | 0      | 5      | 5     |
| 6     | Kazakhstan   | 0  | 0      | 1      | 1     |
| 6     | Kirghizistan | 0  | 0      | 1      | 1     |
| 6     | Ouzbékistan  | 0  | 0      | 1      | 1     |
| Total | Total        | 12 | 12     | 24     | 48    |